# Alfred Dedo Müller
Alfred Dedo Müller (* 12. Januar 1890 in Hauptmannsgrün; † 4. August 1972 in Leipzig) war ein evangelisch-lutherischer Theologe und Hochschullehrer für Praktische Theologie.

## Leben
Müller studierte nach dem Erlangen der Hochschulreife Evangelische Theologie und Philosophie in Leipzig, Marburg, Berlin und Zürich. 1913 erfolgte seine Promotion zum Lizentiaten der Theologie. Im Jahre 1917 wurde er zum Pfarrer ordiniert und fand in Ziegra bei Döbeln seine erste Pfarrstelle. Danach wechselte er in die Kirchgemeinde Leipzig-Connewitz. Theologisch-spirituell stand er den „Berneuchenern“ nahe und wurde als Bruder in die Michaelsbruderschaft aufgenommen. Zugleich bewegte ihn Bewunderung für den Kreis der Religiösen Sozialisten um Leonhard Ragaz. 1924 folgte die Promotion zum Dr. phil. an der Universität Leipzig. Die Arbeit trug den Titel: „Die soziologische und religionsphilosophische Grundlegung der staatsbürgerlichen Erziehung bei F. W. Foerster“. Michael Böhme schreibt im „Biographisch-Bibliographischen Kirchenlexikon“:

„Seine prinzipielle Offenheit für neue Erkenntnisse der Psychologie, Soziologie und Anthropologie gründet in dem tiefen Wunsch, Zugang zu den Menschen und Fragen seiner Zeit zu finden. M. wandte sich gegen jede Privatisierung des Christentums und Enge im theologischen Denken.“

In den 1920er Jahren wurde er Mitglied im Internationalen Versöhnungsbund, dessen Vorsitzender des deutschen Zweiges er 1925 wurde und sein enger Freund Waldus Nestler der Sekretär.
Im Jahr 1930 wurde er in Leipzig zum ordentlichen Professor für Praktische Theologie berufen und wurde zugleich Erster Universitätsprediger und Direktor des Predigerkollegs St. Pauli. Seine poimenischen Seminare hielt er noch bis 1969 weiter. Als Erster Universitätsprediger war Müller auch für die Gottesdienste in der Paulinerkirche zuständig. Es wird berichtet, er habe zusammen mit Studenten durch das Löschen und Entfernen von Brandbomben in der Nacht auf den 4. Dezember 1943 die Kirche vor der Zerstörung bewahrt. Nach dem Krieg setzte er sich für die Erhaltung und weitere gottesdienstliche Nutzung der Universitätskirche ein, die 1968 auf SED-Befehl gesprengt wurde. 1949 war er einer der Mitbegründer der Evangelischen Akademie Meißen und der Evangelischen Forschungsakademie.
In den dreißiger Jahren blieb er nicht frei von Sympathien für die NS-Ideologie. Besonders in seiner 1937 erschienenen Ethik ließ er eine geistige Nähe zu bestimmten völkischen Ideen erkennen, ohne jedoch Mitglied in der NSDAP zu werden. Theo A. Boer schreibt darüber in einem Aufsatz 2006 und nennt in einer Untersuchung aus dem Jahr 2008 diese Phase in Müllers Leben „Protokolle einer Tragödie“.
Müllers besonderes Verdienst als Lehrer der Praktischen Theologie besteht darin, den Blick der Seelsorger für die Psychologie erweitert zu haben und einer empirisch ausgerichtete Seelsorgeausbildung mit fachpsychologischer Begleitung den Weg geöffnet zu haben. Seine Seelsorgelehre ist geprägt durch ihre Offenheit für eine Vielzahl psychologischer Neuansätze der damaligen Zeit.
Seit 1945 war Müller Mitglied der CDU der DDR. Seit der Gründung der Christlichen Friedenskonferenz war er ihr Mitglied.

## Schriften
- Die soziologische und religionsphilosophische Grundlegung der staatsbürgerlichen Erziehung bei Friedrich Wilhelm Foerster, Diss. (Leipzig) 1924
- Religion und Alltag, Berlin 1927 (1924)
- Die Möglichkeit einer protestantischen Kirche, in: Paul Tillich (Hrsg.): Protestantismus als Kritik und Gestaltung, Darmstadt 1929, S. 145–175
- Du Erde höre! Berlin 1930 (19344)
- Der Kampf um das Reich, Frankfurt/M. 1935
- Ethik, Berlin 1937
- Luthers Katechismus und wir, Frankfurt/M. 1939
- Die Kirche und die Entkirchlichten, in: Walter Schadeberg (Hrsg.): Die seelsorgerlich-missionarische Arbeit der Kirche, Leipzig 1941, S. 80–109
- Das Studium der Praktischen Theologie, in: Heinrich Frick (Hrsg.): Einführung in das Studium der Evangelischen Theologie, Gießen 1947 (19482), S. 132–168
- Musik als Problem lutherischer Gottesdienstgestaltung, Leipzig 1947
- Prometheus oder Christus? Leipzig 1948 (neu 1961²)
- Grundriß der Praktischen Theologie, Gütersloh 1950 (Berlin/Ost 1954)
- Seminaristische Ausbildung für Seelsorge, in: ThLZ 75, 1950, S. 299–306 (gekürzter Wiederabdr. in: Friedrich Wintzer (Hrsg.): Seelsorge, München 1988, S. 119–124)
- Die Erkenntnisfunktion des Glaubens, Berlin 1952; Praktische Theologie, in: Martin Doerne (Hrsg.): Grundriß des Theologiestudiums, Bd. III, Gütersloh 1952, S. 114–189 (Berlin/Ost 1954, S. 116–189)
- Der Ausweg, Berlin 1953
- Das System der Praktischen Theologie und die Bedürfnisse der kirchlichen Praxis, in: ThLZ 79, 1954, S. 513–520 (Wiederabdr. in: Praktische Theologie, Darmstadt 1972, S. 337–348, Wege der Forschung 264)
- Der geistige Umbruch in der Psychotherapie der Gegenwart und seine grundsätzliche und praktische Bedeutung für die Seelsorge, in: Eucharisterion, Athen 1958, S. 293–312
- Die Sprache als Problem der Praktischen Theologie, in: Wilhelm Schneemelcher (Hrsg.): Das Problem der Sprache in Theologie und Kirche, Berlin 1959, S. 85–111
- Dietrich Bonhoeffers Prinzip der weltlichen Interpretation und Verkündigung des Evangeliums, in: Theologische Literaturzeitung 86, 1961, S. 721–744
- Dämonische Wirklichkeit und Trinität, Gütersloh 1963
- Ökumene und kirchliche Lebensordnung, in: Konfession und Ökumene, Berlin 1964, S. 354–372
- Die Reform des Theologiestudiums, in: Seelsorge als Lebenshilfe. Festschrift für Walter Uhsadel, Heidelberg 1965, S. 69–82
- Ist Seelsorge lehrbar? in: Forschung und Erfahrung im Dienst der Seelsorge. Festschrift für Otto Haendler, Göttingen 1967, S. 71–79 (Wiederabdruck in: Friedrich Wintzer (Hrsg.): Seelsorge, München 1983, S. 125–133)
- Menschliche Existenz und Wirklichkeit Gottes, in: Wirklichkeit der Mitte, Festschrift für August Vetter, Freiburg 1968, S. 609–625.